# Геологический парк (Бохум)
Геологический парк (нем. Geologischer Garten) в городе Бохум (Рурский регион, Северный Рейн — Вестфалия) является одним из тех редких мест, где одновременно можно наблюдать геологические отложения разных периодов, включая карбон, и представляющий первый в своём роде памятник природы в Германии.

## История
С 1750 по 1907 год на этом месте располагалась сначала штольня, а потом шахта, называемая «Фридерика», в которой добывались как каменный уголь, так и железная руда. В последующие примерно 20 лет горное производство затухало и с 1925 по 1959 год на этом месте размещались кирпичный завод и небольшой карьер по добыче строительного камня. С 1962 года территория приобрела статус охраняемого природного объекта, преобразованного в 1971 году в геологический парк, а с 1974 года ставшего памятником природы.

## Геологическая характеристика
Обнажения геологических структур в этом месте не единственные и не самые большие в Бохуме, но они наиболее разнообразные. Здесь обнажаются слои различных геологических периодов и можно наблюдать разрывные нарушения в осадочных горных породах, складки и [bse.sci-lib.com/article081375.html несогласные залегания], обусловленные тектоническими движениями земной коры.
Территория геологического парка расположена в переходной зоне между меловыми отложениями (к северу) и каменноугольными отложениями (к югу), поэтому здесь выходят на поверхность:
— отложения каменноугольного периода (358—296 миллионов лет);
— отложения мелового периода (142—65 миллионов лет);
— отложения четвертичного периода (от 1,8 миллионов лет и до настоящего времени).
Здесь можно наблюдать слои и прослойки каменного угля разной мощности, в основном тонкие. Они наклонены к северу и перекрываются песчаниками и другими осадочными породами верхнего карбона. В то время здесь в условиях тропического климата располагались мелководные прибрежные бассейны. На их дне отлагались мелкозернистые, в основном песчаной фракции, осадки. В геологическом парке можно наблюдать окаменевшую со временем донную рябь, созданную ветровыми волнами. Не менее интересны обнажающиеся древние рифы и прибрежные скалы каменноугольного моря.
Особый интерес представляют выставленные в парке, превратившиеся в уголь окаменевшие стволы деревьев, произраставших здесь сотни миллионов лет назад. В основном они представлены семейством плауновидных (Лепидодендрон) (Lepidodendraceae).
На обширной поляне геопарка среди травы лежат довольно крупные обломки конгломератов и глинистые конкреции, имеющие поперечник до 1 метра и представляющие собой минеральные формы мелового периода.
Здесь же выставлены эрратические валуны четвертичного периода, доставленные из Скандинавии в регион Бохума в плейстоцене ледниками, широко распространявшимися в то время по всей Северной Европе. Валуны представлены гнейсами и гранитами.
Для того, чтобы придать геологическому парку более древний внешний облик, здесь высажены отдельные экземпляры крупных гингко и метасеквой, представляющих собой реликты далёкого геологического прошлого планеты.